# Forêt domaniale de Vierzon
La forêt de Vierzon est une forêt domaniale française couvrant une superficie d'environ 5 300 hectares (53 km²), située au sud de la Sologne, dans le département du Cher en région Centre-Val de Loire. 

## Localisation
Située près de Vierzon, elle jouxte et prolonge vers l'Ouest la forêt de Saint-Laurent, dans l'arc boisé Vierzon-Bourges.

## Géographie
C'est une forêt de plateau, conservée[pas clair] entre les vallées du Cher et de la Sauldre. 
Elle est pour sa partie nord installée sur un sol trop pauvre pour l'agriculture, constitué d'argiles à silex avec des zones hydromorphes dans des zones au relief peu marqué, peu drainées, humides ou localement plus sèches car très sableuses donnant des podzols acides et lessivés, oligotrophes au nord et à l'ouest. Ces sols étaient également trop pauvres pour intéresser l'élevage moderne, mais présentent des conditions intéressantes et une bonne écopotentialité en matière de diversité biologique[pas clair]. 
Le climat est tempéré. La pluviosité est d'environ 750 mm par an, généralement faible au printemps et en été, avec des gelées tardives possibles.

## Histoire
Selon le document d'aménagement forestier de 1920, qui selon Yves Richer de Forges enjolive la situation « Au Moyen Age et sous la sage administration de Colbert, (aménagement de 1670) la forêt de Vierzon était tout entière traitée en futaie pleine et exploitée par la méthode du « tire et aire » à l'âge de 150 à 200 ans. Ses chênes étaient déjà célèbres pour leur bonne qualité, leur régularité, leur texture égale, leurs fibres droites, leur absence de nœuds et de défauts... Il n'y a pas plus de 140 ans, toute la superficie de la forêt de Vierzon était couverte de magnifiques futaies de chêne... » 
À l'époque gallo-romaine, le peuple gaulois des Biturges utilisait déjà le bois de forêt en quantité, pour la métallurgie du fer, comme en témoignent des restes de minerai (« laitiers ») encore visibles. Ces restes encore riches en fer ont été plus récemment envoyés par trains entiers dans les Hauts fourneaux de Lorraine pour les fondre et y récupérer le fer y restant. Une autre partie a été utilisée pour empierrer les routes jusqu'au milieu du XXe siècle. On en trouve encore en forêt dans le canton de Mâchefer, en forêt domaniale de Vierzon ainsi que des scories et laitiers anciens près de Fay et au moulin de Bubelle.
D'abord propriété des seigneurs de Vierzon (dépendants du comté de Blois jusqu'au XIIIe siècle. 
Vierzon fournit du bois aux charpentiers et menuisiers des chantiers de batellerie (En 1192, selon Guillaume Le Breton, le Cher était déjà sillonné de bateaux à voile.
En 1280, un mariage transfère la propriété de la forêt à la maison de Brabant, puis dans celle des comtes de Julius.
Philippe VI en hérite ensuite, avec la seigneurie qu'il conquiert et donne au roi en 1378.

En 1445, Charles VII la donne en gage contre un prêt de 16 000 livres de l'époque, à Renaud de Chartres (Archevêque de Reims, devenu cardinal et chancelier de France).  Les ducs de Bourbon, Jean II et Pierre II, en héritent alors. Puis elle passe aux ducs d'Anjou et de Guise, et redevient une forêt royale en 1586.
En 1620, elle est de nouveau donnée comme gage contre un prêt, par Louis XIII à Henri II (prince de Condé), qui la confie aux princes de Conti par le mariage de Louise-Elisabeth, avec Louis Armand, avant que - en 1766 - un comte d'Artois, frère de Louis XVI en hérite. Le comte d'Artois (futur Charles X) la perd à la Révolution française qui l'intègre dans le domaine public.
Fin XVIIIe siècle, les forges de Vierzon un temps arrêtées par manque de minerai adapté sont relancées. Modernisées, elles absorbaient en 1780 20 000 cordes de bois (corde de 6 st), soit 120 000 stères environ. En 1857, elles en consommaient 150 000, chiffre qui aurait pu être porté à 200 000 stères si les prévisions de l'époque avaient été suivies.

La seule forêt de Vierzon ne suffisait plus à produire assez de charbon de bois. On l'importait de toute la maîtrise de Vierzon et  de la gruerie d'Allogny. 
Finalement la création du canal de Berry en 1829 permet l'importation de fer produit avec la houille, beaucoup moins cher. Ceci entraine le déclin de cette filière à Vierzon. En 1863, les forges sont reconverties en tréfilerie et pointerie, par la Société de Châtillon et Commentry.
Outre du bois de boulange, de chauffage, de tonnellerie et d'œuvre pour les maisons, chariots, etc., la forêt continue à fournir en bois les chantiers de batellerie (environ 2 000 m3 de bois d'œuvre chaque année après la Première Guerre mondiale), puis la tôle d'acier tend à remplacer le bois. 
Les tanneries de Vierzon ont utilisé l'écorce de chêne pour leur tanin. 
Les porcelainiers de Vierzon et Foëcy consommaient également beaucoup de bois (plus de 20 000 stères par an vers 1850) pour leurs fours, qui seront bientôt chauffés au coke, puis au gaz ou à l'électricité. 
Plusieurs verreries créées à Vierzon vers 1860 ont également utilisé du bois pour leur feu, et on récoltait pour eux en forêt la fenasse (nom donné à une sorte de foin fait de feuilles sèches d' Agrotis alba) utilisée pour emballer le verre et la porcelaine. Pour favoriser la fenasse, on incendiait les sous-bois ou clairières, y tuant les arbres, alors que dans le même temps le pâturage en forêt contribuait à dégrader le boisement.
Ce n'est qu'au XXe siècle, alors que la demande en bois diminue, que ce massif évolue d'un taillis largement surexploité (et souvent brûlé) à une futaie. La périurbanisation, au sud de la forêt rapproche les habitations et fait reculer l'agriculture au sud du massif.

## Les essences de la forêt de Vierzon
- Le chêne (sessile ou rouvre en égale proportion) domine le massif avec environ 50 % de la surface enforestée, mais plutôt présent au sud du massif ;
- Des pins résultent d'une période d'enrésinement encouragée par le fonds forestier national et l'ONF à l'époque, et en peuplements monospécifiques au nord de la forêt.
- Le hêtre commun est localement présent ;
- quelques autres essences d'accompagnement sont le charme, l'alisier, le tremble et le bouleau, très minoritaires.